# Patagonienuggla
Patagonienuggla (Strix rufipes) är en fågel i familjen ugglor inom ordningen ugglefåglar.

## Utbredning och systematik
Patagoienuggla delas in i två underarter:
- Strix rufipes rufipes – förekommer i centrala Chile och västra centrala Argentina söderut till Eldslandet
- Strix rufipes sanborni – förekommer på ön Chiloé (tillhör Chile)

## Status och hot
Arten har ett stort utbredningsområde, men tros minska i antal, dock inte tillräckligt kraftigt för att den ska betraktas som hotad. Internationella naturvårdsunionen IUCN listar arten som livskraftig (LC).